# 聖特雷莎 (佛羅里達州)
聖特蕾莎（英語：St. Teresa）是位於美國佛羅里達州富蘭克林縣的一個非建制地區。該地的面積和人口皆未知。

## 地理
聖特蕾莎的座標為29°55′51″N 84°27′15″W / 29.93083°N 84.45417°W，而該地的平均海拔高度為6米（即20英尺）。